# Rubber (film 2010)
Rubber è un film del 2010 diretto da Quentin Dupieux. 
Scritto e diretto da Dupieux, il film narra di uno pneumatico che prende vita e uccide le persone grazie ai suoi poteri psichici. Il film è stato presentato alla Semaine de la Critique della sessantatreesima edizione del Festival di Cannes.

## Trama
Nel deserto californiano, degli spettatori increduli assistono alle avventure di Robert, uno pneumatico dotato di poteri paranormali e di uno sviluppato istinto omicida. 
Le forze dell'ordine locali iniziano un'inchiesta e scoprono che Robert è misteriosamente attratto da una giovane e avvenente ragazza.

## Distribuzione
Rubber è stato proiettato per la prima volta il 15 maggio 2010 a Cannes. La Magnet Releases ha poi acquisito i diritti per distribuire la pellicola negli Stati Uniti, e la prima proiezione di Rubber al di fuori dei confini francesi è avvenuta il 9 luglio 2010 al Fantasia Festival di Montréal. Rubber è stato proiettato anche al Sitges Film Festival in Spagna, all'After Dark Film Festival di Toronto e, l'8 agosto 2010, al Locarno Film Festival.
Sul sito internet www.coolcats.fr, a partire dal 14 marzo 2011, sono in vendita il DVD e la colonna sonora del film. Dall'11 aprile 2011 il DVD e il Blu-ray di Rubber sono acquistabili anche su Amazon.

## Accoglienza
Costato 500.000 dollari, il film ne ha incassati solamente 98.000 negli Usa.

### Critica
Alla prima di Cannes il film ha ricevuto in genere critiche negative. Il sito indieWire ha definito l'opera di Dupieux come "uno degli esperimenti più bizzarri degli ultimi tempi". Il Daily Telegraph ha stroncato la pellicola affermando che dura un'ora di troppo (su una durata complessiva di 85 minuti) e che sciorina una serie di dialoghi di assoluta stupidità. Su Variety è stato scritto che Rubber "non spaventa, non diverte, non è mai intelligente come promette di essere."
Il film ha però ottenuto recensioni positive da altri festival cinematografici. Il sito Twitch Film ha affermato che Rubber è ben girato e che si tratta di una sublime masturbazione mentale, una pietra miliare tra i B-movie. L'Huffington Post ha scritto che Quentin Dupieux "riesce a creare e intrattenere [...] Il risultato è una parodia sciocca e acuta allo stesso tempo".

## Riconoscimenti
- 2011 - Méliès d'argento, candidatura